# 岩鈍鱸
岩鈍鱸為輻鰭魚綱鱸形目鱸亞目太陽魚科的其中一種，分布於北美洲美國及加拿大間的五大湖及聖羅倫斯河流域，體長可達43公分，棲息在岩石底質、植物生長的河流、湖泊、池塘，屬肉食性，以小型甲殼類、昆蟲等為食，可作為食用魚或觀賞魚。